# Ядерна бомба

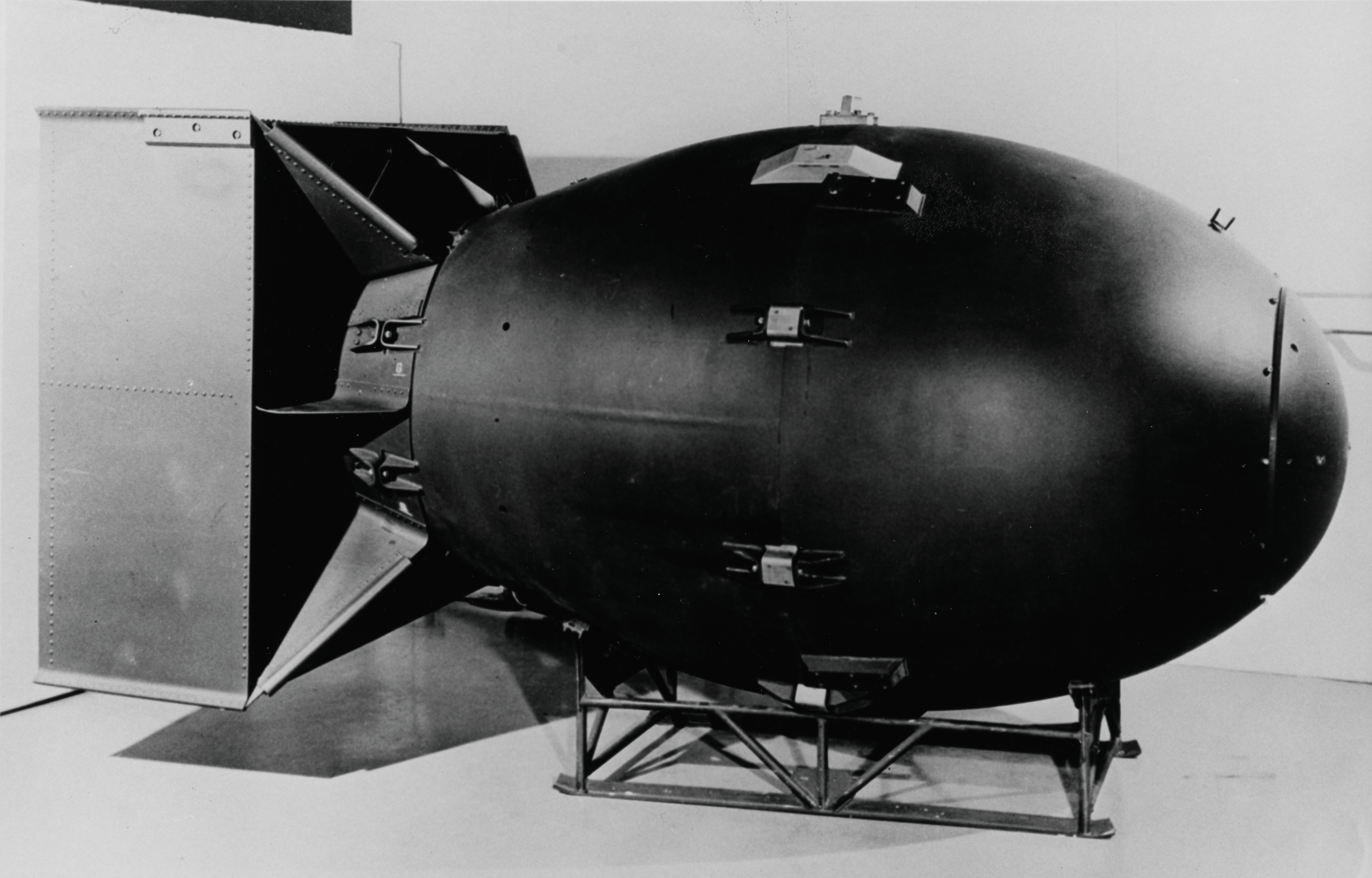
Бомба «Товстун», що була скинута на Нагасакі, 1945

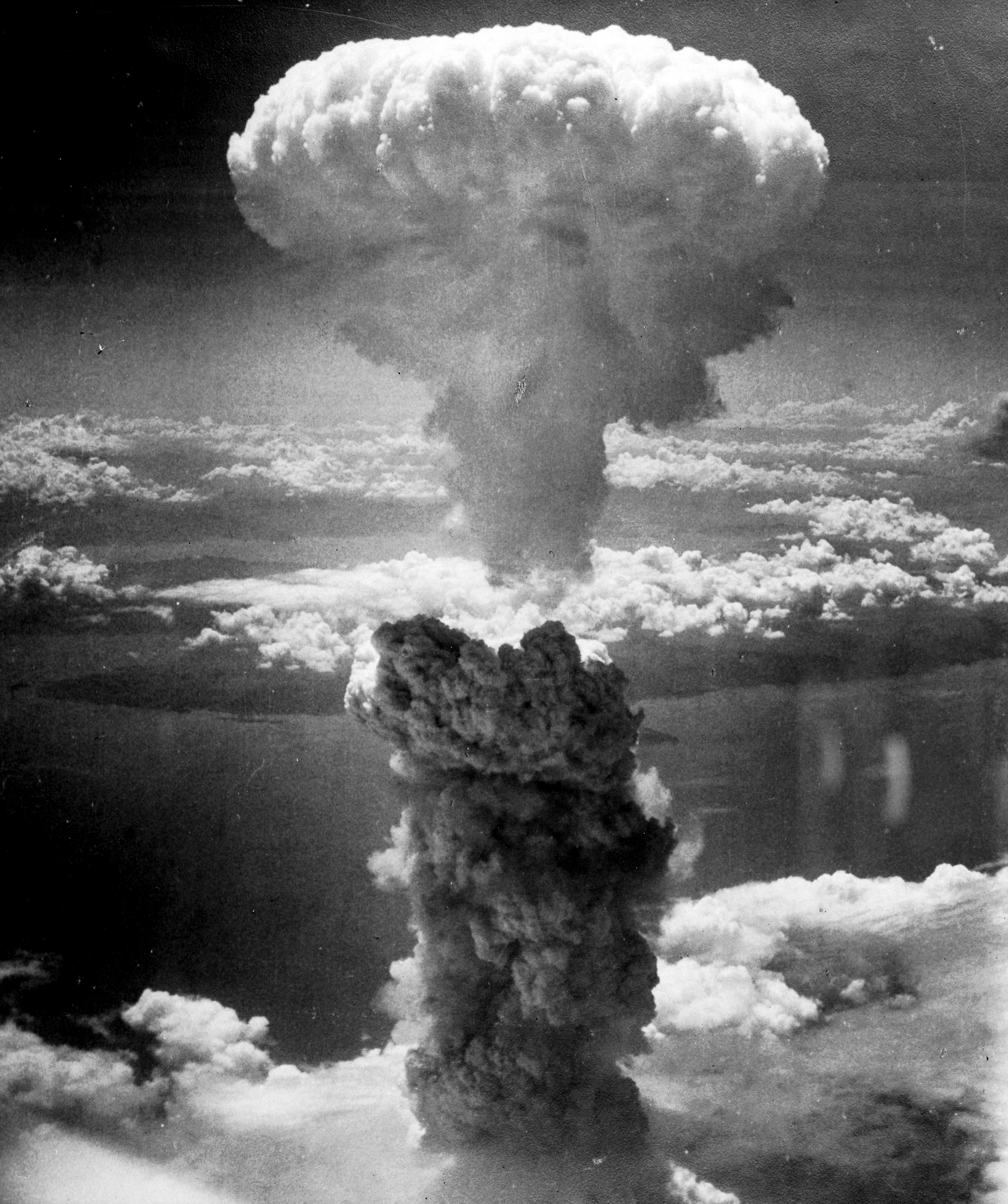
Вибух атомної бомби в Нагасакі, 1945

Я́дерна або а́томна бо́мба — бомба, руйнівна сила якої отримується розщепленням ядра атома у результаті ланцюгової ядерної реакції. Є першим різновидом ядерної зброї та належить до зброї масового ураження.

## Історія

### Шлях до створення атомної бомби
- В 1896 році французький хімік Антуан Анрі Беккерель відкриває радіоактивність урану.
- В 1899 році Ернест Резерфорд виявляє альфа- і бета- промені. 1900 року відкрито гамма-випромінювання.
- У ці роки відкрито багато радіоактивних ізотопів хімічних елементів: в 1898 П'єром Кюрі й Марією Кюрі відкриті полоній й радій, в 1899 Резерфорд відкрив радон, а Андре-Луї Деб'єрн — актиній.
- 1903 року Резерфорд і Фредерік Содді опублікували закон радіоактивного розпаду.
- 1921 року Отто Ган, фактично, відкривав ядерну ізомерію.
- У 1932-му Джеймс Чедвік відкрив нейтрон, а Карл Д. Андерсон — позитрон.
- Того ж 1932 року у США Ернест Лоуренс запустив перший циклотрон, а в Англії Ернест Волтон й Джон Кокрофт вперше розщепили ядро атома: вони зруйнували ядро літію, обстрілюючи його на прискорювачі протонами. Одночасно такий експеримент був проведений в СРСР.
- 1934 року Фредерік Жоліо-Кюрі відкрив штучну радіоактивність, а Енріко Фермі розробив методику сповільнення нейтронів. У 1936 ним було відкрито селективне поглинання нейтронів.
- 1938 року Отто Ган, Фріц Штрассман й Ліза Мейтнер відкрили розщеплення ядра урану при поглинанні ним нейтронів. З цього й починається розробка ядерної зброї.
- 1940 року Г. Н. Флеров й К. А. Петржак, працюючи в ЛФТІ, відкрили спонтанний поділ ядра урану.
- Навесні 1941 року Фермі завершив розробку теорії ланцюгової ядерної реакції.
- У червні 1942 Фермі й Г. Андерсон у ході дослідів отримали коефіцієнт розмноження нейтронів понад одиницю, що відкрило шлях до створення ядерного реактора.
- 2 грудня 1942 року в США запрацював перший у світі ядерний реактор, здійснена перша ядерна ланцюгова реакція, що могла самопідтримуватися.
- 17 вересня 1943 стартував «Мангеттенський проєкт».
- 16 липня 1945 року в США в пустелі поблизу Аламогордо (штат Нью-Мексико) випробувано перший ядерний вибуховий пристрій «Gadget» (одноступінчастий, на основі плутонію).
- У серпні 1945-го на японські міста американцями були скинуті перші атомні бомби «Малюк» (6 серпня, Хіросіма) і «Товстун» (9 серпня, Нагасакі). Див. Ядерне бомбардування Хіросіми і Наґасакі.

### Післявоєнне вдосконалювання ядерної зброї
- Липень 1946 р. США проводять операцію «Перехрестя» на атолі Бікіні: 4-й й 5-й атомні вибухи в історії людства.
- Навесні 1948 р. американці провели операцію «Пісковик» (англ. Operation «Sandstone»). Підготовка до неї йшла з літа 1947 р. У ході операції були випробувані 3 удосконалені атомні бомби.
- 29 серпня 1949 р. СРСР провів випробування своєї атомної бомби РДС-1, зруйнувавши ядерну монополію США.
- Наприкінці січня — початку лютого 1951 р. США відкрили Ядерний полігон у Неваді і провели там операцію «Рейнджер» з 5 ядерних вибухів.
- У квітні — травні 1951 р. США провели операцію «Парник».
- У жовтні — листопаді 1951 р. на полігоні в Неваді США провели операцію «Бастер-Джангл».
- 14 вересня 1954 року на Тоцькому полігоні в Оренбурзькій області відбулись тоцькі військові навчання із застосуванням ядерної зброї.
- У жовтні 1961 р. СРСР провів випробування Цар-бомби, найпотужнішого ядерного заряду в історії.

## Фактори ураження
Основним фактором ураження атомного вибуху є надзвичайно потужна вибухова хвиля. Енергія, що вивільняється ядерним зарядом, еквівалентна вибуху декількох тисяч тонн ТНТ. Така потужність вибуху призводить до суцільних руйнувань на відстані майже кілометра від епіцентру.
Крім вибухової хвилі уражаючими факторами є також світлове випромінювання та проникаюча радіація. Деякі дослідники виділяють окремо електромагнітний імпульс, що виникає внаслідок розсіювання рентгенівського випромінювання. Він не впливає на людей безпосередньо, але виводить з ладу електричне та електронне обладнання.
Внаслідок вибуху відбувається також зараження навколишнього середовища радіоактивними продуктами розпаду, що, як і проникаюча радіація, можуть викликати променеву хворобу.

## Конструкція

Принцип дії найпростішої атомної бомби гарматного типу

Основу атомної бомби становить заряд, що складається з речовини, атомне ядро якої здатне до розщеплення. Наразі можуть використовуватися три такі речовини. Це ізотопи урану з масовими числами 235 або 233 та ізотоп плутонію із масовим числом 239. Самопідтримувана ланцюгова реакція поділу атомних ядер стає можливою, коли маса речовини перевищує деяку критичну межу. Для урану-235 критична маса становить близько 40 кг, для плутонію-239 — 10—13 кг. Вона залежить від точного ізотопного складу, щільності матеріалу та навіть його форми.
Щоб запобігти передчасному вибухові, у перших зразках загальна маса атомного заряду вкладалася в корпус бомби окремими частинами, нарізно. Кожна з частин мала масу, меншу за критичну. В потрібний момент за допомогою детонатора і звичайної вибухівки частини поєднувалися і відбувався атомний вибух. Схему бомби, що реалізує такий найпростіший «гарматний» механізм, наведено на малюнку.

Принцип дії атомної бомби імплозивного типу.

У сучасних ядерних зарядах застосовують складнішу схему сферичної імплозії. У центрі сфери розташовано нейтронний ініціатор. Його оточено шаром ядерної речовини, що у звичайних умовах має масу менше критичної. Вона у свою чергу оточена оболонкою з матеріалу, що відбиває нейтрони. Зовнішній шар складають з лінз звичайної вибухівки (тринітротолоул, гексаген тощо) зі складною системою детонаторів, яка забезпечує сферичну концентрацію вибухової хвилі. Вибухова хвиля стискає атомний заряд і, таким чином, переводить його у надкритичний стан (за рахунок збільшення щільності). Крім того розбивається нейтронний ініціатор, що надає потужний поштовх для початку ядерної реакції.
У процесі конструювання атомних бомб надзвичайно велика увага приділяється запобіганню всіляким випадковостям, що можуть ініціювати мимовільний вибух. Це призводить до значного ускладнення конструкції.

## Розвиток технології
У 1950-х роках на основі атомної бомби було розроблено потужнішу водневу бомбу.
А 1970-х була розроблена нейтронна бомба (нейтронна зброя).

## Випробування та застосування

Типи ядерних випробувань: 1 — Наземне, 2 — Підземне, 3 — Повітряне, 4 — Підводне

За період 1945—2007 років було підірвано 2065 ядерних та термоядерних пристроїв: 1056 з них належали США; 715 — СРСР; 198 — Франції; 45 — Великої Британії; 45 — Китаю; 4 — Індії; 2 — Пакистану. Два випробування здійснено КНДР.

## У культурі
Ідея потужної бомби, що могла б загрожувати цілим країнам або й світові, навіть існуючи в єдиному екземплярі, виникла ще наприкінці XIX ст. У1895 ірландський письменник Роберт Кромі написав роман «Тріщина фатуму» (The Crack of Doom) про вченого, який відкрив, що «одна крупинка матерії містить достатньо енергії, якщо її звільнити, щоб підкинути сто тисяч тон приблизно на дві милі». Роком пізніше Жуль Верн написав «Прапор Батьківщини», де амбітний винахідник розробляє вибухівку «фульгуратор», єдиний снаряд з якою знищує військовий корабель самою лише ударною хвилею. Однак, ця зброя не була атомною і швидше нагадувала ракету. Герберт Веллс у «Звільненому світі» (1913) вже описав конкретно атомні бомби та доктрину взаємного знищення. При цьому у Веллса атомні бомби були невеликі (їх могла переносити одна людина) і після скидання з літаків дуже довго виділяли тепло, спричиняючи пожежі, які не можна було загасити.
Випробування та бойові застосування атомних бомб спершу сприймалися в США дуже схвально. В грудні 1945 року дует «Karl & Harty» записав «When the Atom Bomb Fell», пісню, яка описувала атомну бомбу як новознайдену американську силу, що вбиває «жорстоких японців». У листопаді/грудні 1945 року «Headline Comics» створили серію про Адама Манна, який випадково проковтнув радіоактивні речовини та став «Атомною людиною», живою атомною бомбою. У коміксі за жовтень 1946 року Супермен звільнився від божевілля завдяки вибуху атомної бомби на атолі Бікіні. Випробування на атолі Бікіні також відіграли важливу роль у впливі на моду. В червні 1946 року французький дизайнер Жак Хейм представив новий купальник під назвою «Атом», який він рекламував як «найменший у світі купальний костюм». Він став потім відомий як просто «бікіні». У 1951 році США почали проводити ядерні випробування в Неваді, за майже 65 миль від Лас-Вегаса. У казино Лас-Вегаса влаштовувалися «світанкові вечірки», щоб відвідувачі не пропустили спостереження вибухів, а Торгова палата Невади видавала календарі з розкладом випробувань атомних бомб. Грибоподібна хмара від вибуху стала символом епохи, зображалася на вивісках закладів. Округ Кларк у Неваді навіть змінив свою офіційну печатку, включивши в неї зображення грибоподібної хмари.
Однак, рання американська культурна реакція на бомбу була не лише позитивною. У оповіданні Теодора Стерджена «Меморіал» (1946) вчений підриває атомну бомбу як попередження про «зловживання великою силою». Того ж року фізик Луїс Ріденур написав одноактну п'єсу «Вогні Апокаліпсису», в якій США виводять тисячі атомних бомб на орбіту Землі. Проте, там уже кружляють ворожі бомби і всі вони вибухають. Серед найбільш культових творів того періоду — «Марсіанські хроніки» Рея Бредбері, спочатку видані з 1946 по 1950 рік як збірка оповідань. У одному з них люди-колонізатори на Марсі спостерігають, як Землю охоплюють вибухи атомних бомб, передаючи азбукою Морзе останні повідомлення. У «Дощі випадають» роботи у футуристичному будинку виконують щоденні завдання, але людей там немає — вони згоріли в ядерному вибусі. В 1951 році вийшов класичний фільм «День, коли Земля зупинилася», де інопланетянин попереджає землян, що їх буде знищено в разі застосування ядерної зброї за межами Землі. В той же час декілька персонажів коміксів, зокрема Атомний Громовержець, Атомен і Атомний Кролик, використовували свої атомні сили, щоб боротися з лиходіями та зображати розробки атомних технологій як позитивну інновацію. Пізніше цю тему продовжили Фантастична четвірка та Людина-павук.
У 1950-і, а особливо в 1960-і атомна бомба стала широко сприйматися як загроза, зокрема через доктрину взаємного знищення між США та СРСР. 1 березня 1954 року США випробували свою найбільшу в історії бомбу «Касл Браво», радіоактивні опади від якої досягнули Японії. Ця подія популяризувала термін «радіоактивні опади». Того ж року в Японії вийшов перший фільм про Ґодзіллу — величезного ящера, породженого випробуванням водневої бомби, який атакує Японію. В американській масовій культурі стала популярна тема мутантів, виниклих унаслідок вибухів атомних бомб. Наприклад, як у фільмі «Вони!» (1954) про велетенських мурах, або «Атака крабів-монстрів» (1957).
Розвинулася тема «атомного апокаліпсису» — всесвітнього застосування атомних бомб, у якому більшість або все людство загине. Роман Невіла Шута «На пляжі» (1957) описує як атомна війна спустошила більшу частину світу і останні люди в Австралії неминуче загинуть за декілька місяців. У 1960 році Волтер М. Міллер опублікував «Пісню для Лейбовіца», постапокаліптичний науково-фантастичний роман, де через сотні років після атомної війни, група монахів оберігає знання, що зрештою роблять можливою нову війну. Фільм 1964 року «Збій системи безпеки» демонструє загрозу атомної війни через помилку електроніки і США змушені скинути атомні бомби на Нью-Йорк, щоб довести радянській владі, що це була помилка.
Уряд США заохочував з 1950-х років популяризацію цивільної оборони, побудову й рекламу протирадіаційних сховищ. 1 листопада 1952 року журнал «Newsweek» повідомив: «Усі звіти та вся статистика привели до одного похмурого висновку: під час атомної атаки фронт буде всюди. Кожен дім, кожна фабрика, кожна школа можуть стати мішенню. Ніхто не буде в безпеці в епоху водневої бомби». Тренування з дій у випадку атомного бомбардування проводилися в школах, було створено на цю тему анімаційний фільм «Черепаха Берт». У фільмі «Паніка в нульовому році» (1962) демонструвалося як чоловік рятує свою родину під час атомного бомбардування, бо знає, що робити в цій надзвичайній ситуації. Епізод «Сутінкової зони» під назвою «Укриття» (1961) показує подібну ситуацію похмуріше: люди вламуються до сховища, яке облаштувала одна родина; головний герой робить висновок, що страх переміг людей без атомної бомби. Чорна комедія Стенлі Кубрика «Доктор Стрейнджлав або як я перестав хвилюватися і полюбив бомбу» (1964) висміює політику уряду США, зокрема теорію стримування, показуючи, що вона стає безглуздою, коли все більше контролю над атомними бомбами перекладається на автоматику.
Наприкінці 1960-х і в 1970-х роках відбувся занепад тематики атомної зброї в американській популярній культурі. У той час як 64 % американців у 1959 році вважали, що атомна війна є найактуальнішою проблемою для Сполучених Штатів, до 1964 року це число впало до 16 %. Успішні переговори щодо кубинської ракетної кризи та подальше встановлення постійної гарячої лінії Білий дім-Кремль, Договір про часткову заборону ядерних випробувань 1963 року та відволікання уваги на війну у В'єтнамі були факторами, що сприяли цьому явищу.
Тема атомної зброї (вже не тільки бомб) повернулася під час президентства Рональда Рейгана в 1980-х роках. Знову створювалися фільми про атомну війну, такі як «Третя світова війна» (1982), «Наступний день» (1983), «Заповіт» (1983), «Мертва зона» (1983), «Зворотний відлік до Задзеркалля» (1984), «Коли дме вітер» (1986) і «Чарівна миля» (1988). Дещо сатиричний погляд показано у «Воєнних іграх» (1983) про підлітка-хакера, який випадково отримує доступ до центрального комп'ютера Міністерства оборони, що імітує ядерну війну та ледь не розпочинає її. Роман-бестселер «Полювання на Червоний Жовтень» (1984) розповідає про радянського капітана підводного човна, який розуміє, що його підводний човен збирається завдати першого атомного удару, і намагається дезертувати й зупинити атаку. Такі музиканти, як Джеймс Тейлор, Бонні Рейтт, Брюс Спрінгстін і Джексон Браун, співпрацювали над антивоєнним фільмом-концертом «No Nukes» (1980). В 1985 році відзначалася 40-а річниця Мангеттенського проєкту, що призвело до створення таких фільмів, як «День перший» (1989) та «Товстун і маленький хлопчик» (1989).
Після закінчення Холодної війни на перший план вийшла тема ядерного тероризму, як у комедії «Остін Паверс» (1996), «Миротворець» (1997), «Погана компанія» (2002), «І цілого світу замало» (1999), «Темний лицар повертається» (2012).